# Даточные люди
Да́точные лю́ди — организационная форма ополчения Русского государства, развившаяся к XVII веку из посошной рати, поставка («подача», «дача») ратников при которой, наряду с городовым, острожным и ямским делом, была одной из наиболее тяжёлых повинностей, ложившихся на крестьянские и посадские общины.
Да́точные люди поставлялись (призывались) в армию по ратной повинности. Конные и пешие даточные люди, до учреждения регулярных войск, выставлялись населением Русского государства, и до Русского государя Петра Алексеевича составляли главную массу вооружённых сил государства. Пешие и конные даточные стояли совершенно отдельно от поместных войск, и при Иоанне Васильевиче «Грозном» их было собрано до 80 000. Сбор даточных Петр I Алексеевич положил в основу введённой им рекрутской повинности.

## История
До введения постоянных войск на Руси (в России) поместные ополчения и ополчения из даточных людей составляли главную боевую силу Московского государства и получили название полков «русского строя». 
Да́точные пешие и конные призывались в вооружённые силы по ратной личной повинности. Личную повинность отбывали исключительно тяглые люди, так как все служилые люди, московские и других мест (краёв), несли военную службу лично и бессрочно, составляя поместную дворянскую конницу с её сотенной организацией, также несли военную службу люди городовые (стрельцы, пушкари, кузнецы, затинщики, городовые казаки и так далее, комплектовавшиеся охочими, нетягловыми людьми, они получали за свою службу землю, хлебное и денежное жалованье, а также льготы по торговле и промыслам).
Даточных людей составляли:
1. крестьяне чёрных волостей, дворцовых сел, церковных и монастырских вотчин;
2. посадские люди[6][7];
3. крестьяне поместий и вотчин, владельцами которых являлись вдовы, девки, недоросли, отставные, больные, увечные (если не могли выставить за себя сына или какого-либо родича)
4. лица, занимавшие приказные должности в Москве и в городах и потому не имевшие возможности отправиться в поход.

Освобождались от поставки даточных людей:
1. поместья и вотчины вдов, мужья которых были убиты на войне;
2. поместья и вотчины, крестьянское население которых не превышало десяти человек,
3. отдельные помещики и вотчинники, по разным случайным соображениям, например, «для пожарного разорения», «для бедности», «для сибирской службы» и так далее; в 1637—1688 годах не брали даточных людей с подмосковных поместий и вотчин.

Особенностями поставки даточных являлись подвижность податной единицы, с которой эта повинность отбывалась, и её поразрядный характер.
Податной единицей служило известное количество четвертей пашни, а с конца 1630-х годов — дворов, на каждый отдельный случай особо определявшееся правительством (в начале века даточные люди сбирались с сох), причём крестьяне церковных и монастырских вотчин и чёрных волостей, а также посадские люди отбывали повинность с менее значительного числа дворов, чем крестьяне церковных сел и поместий и вотчин служилых людей, то есть обложены были тяжелее сравнительно с последними.
В даточные люди ставились лица преимущественно средних лет, но не лучшие люди, служившие по выборам в таможенных и кабацких головах или в земских старостах; для службы они должны были являться на сборный пункт в вооружении и с запасами; избиратели давали своим даточным так называемые «подможные деньги» и поручителей в том, что такой-то служить будет, на службе людей не побьёт, грабить и «сильно кормов имать» не станет. Наряду с подмогой от общин даточные люди могли получать и правительственное кормовое и денежное жалованье.
При Алексее Михайловиче «Тиша́йшем», в 1663 году, было определено вознаграждение служилым людям по инвалидности, в том числе и даточным людям, им на лечение давалось один — два рубля. 
Много хлопот правительству и общинам доставлял сыск беглых даточных людей; ввиду его трудности указными статьями 1681 года было узаконено освобождение, с детьми, от крепостной зависимости тех людей из владельческих крестьян, которые после указного срока сами приходили записываться в Иноземный приказ в Москве или в приказные избы по городам да «про утайку свою на помещиков и на вотчинников и на их приказчиков и крестьян сказывали собою». Ряд принятых правительством мер плохо достигал цели, так как ратная повинность весьма тяжело отзывалась на крестьянском хозяйстве и благосостоянии мелких помещиков, особенно ввиду неравномерности её разложения и практических неудобств её отбывания (с мелких владений, которым приходилось складываться).
Даточные люди могли заменяться и денежными сборами:
1. с владений, составлявших лишь дробную часть податной единицы;
2. с перехожих четвертей или дворов;
3. с землевладельцев, у которых даточных людей «против государева указа за безлюдством недостанет»;
4. с владений, слишком далеко отстоявших от сборных пунктов или центра военных действий.

В разборных десятнях (1621—1622 годов) иногда встречаются отметки, что с таких-то владений ни даточных людей, ни вместо них деньгами взять невозможно.
Помимо сбора людей известны сборы даточных лошадей, орудий и зелья, имевшие случайный характер.
В период царствования Алексея Михайловича даточных стали брать в солдатские полки (даточные солдаты). Первый набор на новых началах 32 000 солдат 1699 года, для образования новых солдатских полевых полков, был также из них. Люди, поставляемые в войска, продолжали именоваться по-прежнему даточными людьми. 
В период с 1699 года по 1700 год из собранных 22 ½ тысяч даточных людей и вольницы было сформировано 27 пехотных полевых полков. В 1703 году был произведён новый набор даточных на тех же основаниях, но уже в двойном количестве для лучшего выбора. То же делалось и в следующие наборы до 1705 года, когда царским указом от 20 февраля слово «Даточные люди» впервые и окончательно было заменено словом «рекруты».

## Орган управления
Разрядным приказом на Руси (в России) определялось с кого брать даточных людей и в каком числе, соразмерно числу дворов и пространству поземельных владений (с определённого участка земли), и они поставлялись в армию по ратной повинности. До Петра Алексеевича она заключалась в назначении на службу даточных, вооружённых, снаряжённых и снабжённых запасами для их довольствия и деньгами. 
Заведовал даточными людьми временно существовавший Приказ сбора ратных людей.
В период с ноября 1699 года по февраль 1702 года на Генеральном дворе работала Преображенская комиссия, учреждение с определенным кругом дел, по сбору даточных людей со всех помещиков и денег за даточных, когда их нельзя было поставить.